# Alfidia
Alfidia (anche Aufidia; fl. I secolo a.C.) è stata una nobildonna romana, nota per essere stata madre dell'imperatrice Livia Drusilla e la nonna dell'imperatore Tiberio.

## Biografia
Membro della gens plebea degli Alfidii, figlia del magistrato romano di origini italiche Marco Aufidio Lurcone, sposò Marco Livio Druso Claudiano non più tardi del 57 a.C. Ebbero una sola figlia accertata, Livia Drusilla (che sarebbe divenuta moglie di Ottaviano Augusto e madre di Tiberio), ma è probabile, basandosi sulle convenzioni dell'onomastica romana, che Livia avesse almeno una sorella maggiore e una minore. Inoltre, è probabile che avesse anche un figlio maschio, Gaio Livio Pulcro, morto dopo l'assassinio di Cesare nel 44 a.C. ma prima della battaglia di Filippi nel 42 a.C. lasciando due figlie, Livia Pulcra e Livilla. Per sopperire alla mancanza di un erede, Claudiano adottò in via testamentaria Marco Livio Druso Libone. 
Claudiano fu pretore nel 50 a.C. e morì suicida nel 42 a.C. A causa delle proscrizioni indette da Ottaviano, fu costretta ad abbandonare Roma, andando prima in Sicilia, che era sotto il controllo di Sesto Pompeo, e poi in Grecia. Ritornò a Roma a seguito dell'amnistia decretata da Ottaviano, e qui assistette al divorzio della figlia Livia dal marito Tiberio Claudio Nerone per sposare Ottaviano.

## Alfidia nella cultura di massa
Alfidia compare come personaggio occasionale nella serie televisiva Roma, interpretata dall'attrice Deborah Moore. 